# ダニエル・フォンセカ
ダニエル・フォンセカ（Daniel Fonseca、1969年9月13日 - ）は、ウルグアイ・モンテビデオ出身の元同国代表の元サッカー選手（FW）。引退後は代理人として活動しており、クライアントにはマルティン・カセレスやレアンドロ・カブレラ、フェルナンド・ムスレラらがいる。息子のニコラス・フォンセカ、マティアス・フォンセカもウルグアイ代表のサッカー選手。

## クラブ経歴
地元モンテビデオのナシオナル・モンテビデオに入り、1988年にトップチームに昇格し、プロサッカー選手としてのキャリアを始めた。この年チームはインターコンチネンタルカップを制したが、ベンチ入りも出来なかった。一方のレコパ・スダメリカーナでは、第1戦で1戦と2戦を通じての唯一の得点を挙げて優勝に貢献した。
1990年のワールドカップ前、西ドイツとの親善試合に出場、この時左ウイングとしてのプレーにカリアリの目に留まり、クラウディオ・ラニエリ監督が獲得を望んだこともあり、イタリアのカリアリに同胞のエンツォ・フランチェスコリ、ホセ・オスカル・エレーラと共に移籍した。加入直後は力を出せずにいたが、徐々に本来の力を見せた。
1992-93のシーズン、SSCナポリを率いることになった、ラニエリ監督の強い希望でナポリへと移籍。カレッカ、ジャンフランコ・ゾラとの攻撃陣はいいコンビネーションを見せるなど、すぐに活躍を見せた。2シーズンで、通算40試合で24ゴールを挙げた(セリエAで31得点を挙げた)。
1994-95シーズンからASローマへ移籍した。ローマではアベル・バルボとツートップを組んだが、怪我に悩まされたこともあり、ナポリ時代程は活躍は出来なかった。ローマでの3シーズンで79試合で28得点を挙げた。
ナポリ時代フォンセカを指導し、信頼を置いていたマルチェロ・リッピ監督に誘われ、1997年ユヴェントスへ移籍。ユヴェントスでは、度重なる怪我に悩ませられ続けたが、大事な試合でゴールを挙げるスーパーサブとして、ファンの記憶に残る存在となった。1997年のスーペルコッパ・イタリアーナで優勝、1997-98年シーズンにはリーグ制覇、UEFAチャンピオンズリーグでは準優勝した。3年間で69試合で18得点を挙げた。
1999年-2000年のシーズンから再び怪我を繰り返すようになる。その後はアルゼンチンのCAリーベル・プレート、古巣のナシオナル・モンテビデオ、イタリアのコモ・カルチョに移籍するも怪我が多く、殆ど試合に出場できないまま、2003年に33歳で引退した。

## 代表経歴
1990年2月2日にウルグアイ代表デビューを果たした。1990年のワールドカップイタリア大会に2試合出場。グループリーグ突破に向けて勝つしかない最終戦の韓国戦で0-0の試合終了間際に値千金の決勝ゴールを決め、チームの決勝トーナメント進出に貢献した。
W杯アメリカ大会、W杯フランス大会では南米予選で敗退し、W杯出場は90年の一回に終わった。
1995年に地元ウルグアイで開催されたコパ・アメリカでは、決勝でブラジルをPK戦の末の下して優勝。この大会では2得点を挙げた。代表チームでの通算成績は30試合10得点。

## プレイスタイル
ストライカーとして優れていただけでなく、アシスト役としても優れていて、芸術の域にも達する程の高精度なクロスで味方のゴールを演出した。

## タイトル
ナショナル
- コパ・インテルアメリカーナ : 1988
- レコパ・スダメリカーナ : 1988
- プリメーラ・ディビシオン : 2002

ユヴェントス
- セリエA : 1997-98
- スーペルコッパ・イタリアーナ : 1997
- UEFAインタートトカップ : 1999

ウルグアイ
- コパアメリカ : 1995

## 代表歴
- ウルグアイ代表 1990-1997
  - 代表通算：30試合出場 11得点
  - 1990 W杯イタリア大会　（ベスト16、2試合出場1得点）
  - コパ・アメリカ1995　　　（優勝、4試合出場2得点）